# Ti Port-de-Paix
Ti Port-de-Paix är en ort i Haiti.   Den ligger i departementet Nord-Ouest, i den norra delen av landet, 160 km norr om huvudstaden Port-au-Prince. Ti Port-de-Paix ligger 75 meter över havet och antalet invånare är 34 657.
Terrängen runt Ti Port-de-Paix är kuperad åt sydost. Havet är nära Ti Port-de-Paix norrut. Runt Ti Port-de-Paix är det tätbefolkat, med 613 invånare per kvadratkilometer. Närmaste större samhälle är Port-de-Paix, 0,62 km norr om Ti Port-de-Paix. Omgivningarna runt Ti Port-de-Paix är en mosaik av jordbruksmark och naturlig växtlighet.